# Campionato svizzero di hockey su ghiaccio 1924-1925

## Campionato Internazionale

### Partecipanti
Akademischer EHC Zürich · 
 Château-d'Œx · 
 Davos · 
 Rosey-Gstaad · 
 St. Moritz · 
 Bellerive Vevey

### Verdetti
| Campionato Internazionale 1924-1925 |
| ----------------------------------- |
| Rosey-Gstaad                        |

## Campionato Nazionale

### Partecipanti
Château-d'Œx · 
 Davos · 
 Rosey-Gstaad · 
 St. Moritz

### Verdetti
| Campionato Nazionale 1924-1925 |
| ------------------------------ |
| Rosey-Gstaad                   |